# Константин II Јерменски
Константин II (Јерменски: Կոստանդին Բ), (такође Константин IV; западнојерменска транслитерација: Госдантин; умро 17. априла 1344. године), рођен као Ги де Лизињан, изабран је за првог латинског краља јерменске Киликије из династије Поатје-Лизињан, који је владао од 1342. до своје смрти 1344. године.

## Живот
Ги де Лизињан је био син Изабеле, ћерке Лава II од Јерменије, и Амалрика, сина краља Хуга III од Кипра, и био је гувернер Сера од 1328. до 1341. године. Када су барони убили његовог рођака краља Лава IV, последњег хетумидског монарха Киликије, круна је понуђена његовом млађем брату Јовану, који је позвао Гија да је прихвати. Гиј није био вољан - његову мајку и два његова брата убио је јерменски намесник Ошин од Корикоса - али је на крају прихватио и узео име Константин.
Гиј је погинуо у устанку у Јерменији 17. априла 1344. године, а наследио га је даљи рођак, Константин III.

## Брак и деца
Гиј се два пута женио, прво са Кантакузином непознатог имена, ћерком севастократора Нићифора Кантакузина (умрла око 1330. године), без потомства, а други пут, 1330–1332. године са, Теодором Сиријан (умрла 1347/1349. године), са којом је имао ћерку:
- Изабела од Лизињана (око или после 1333. – на Кипру, 1382–1387. године),[2] Госпа од Арадипа, удата после 26. фебруара 1349. године, за Манојла Кантакузина (око 1326 – 10. април 1380. године), деспот Мореје.